# エドマンド2世 (イングランド王)

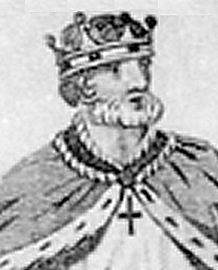
エドマンド2世（18世紀の架空の肖像画）

エドマンド剛勇王（エドマンドごうゆうおう）ことエドマンド2世（エドマンド2せい、Edmund II, 988年/993年頃 - 1016年11月30日）は、イングランド王（在位：1016年4月23日 - 1016年11月30日）。「剛勇王（Ironside）」という異名はクヌート（後のデンマーク王クヌーズ2世）率いるデンマーク軍の侵略に立ち向かった奮闘ぶりから名付けられたもの。

## 生涯
エゼルレッド2世とその最初の妻エルギフの次男。兄にエセルスタン（Æthelstan）、弟にエアドレッド、エグバート、エドワード懺悔王がいた。996年にエルギフが亡くなると、父親はエマ・オブ・ノーマンディーと再婚した。
1014年にエセルスタンが亡くなって、エドマンドが王位継承者となった。そこからエドマンドと父王の権力闘争が始まり、1015年にはエドマンドの2人の盟友、SigeferthとMorcarがエゼルレッド2世によって処刑された。エドマンドはSigeferthの未亡人だったエディス・オブ・イースト・アングリア（Edith of East Anglia, またはÆldgyth）を幽閉されていた修道院から出し、父親の反対に逆らって結婚した。その間、クヌートが軍勢を率いてイングランドに侵略してきた。1016年、エドマンドはノーサンブリア伯Uhtredと共に反乱を起こしたが、Uhtredがエドマンドを捨て、クヌートに屈したため、エドマンドは父親と和解した。
しかしエゼルレッド2世は以前から体を害していて、その年の4月23日に亡くなった。エドマンドはイングランド王に即位し、死力を尽くしてイングランド防衛に奮戦した。デンマーク軍がロンドンを包囲した時、エドマンド2世はウェセックスに行き、兵を募った。デンマーク軍がエドマンドを追って来たが、エドマンド2世はそれと戦い、さらにデンマーク軍のロンドン包囲を解き、繰り返しクヌートに勝利した。しかし10月8日、エセックスのAssandunの戦い（Battle of Assandun。Ashingdonの戦いとも言われるが現在の場所について諸説ある）でエドマンド2世は決定的な敗北を喫した。戦いの後、両王は和平交渉をし、エドマンド2世がウェセックスを、クヌートはテムズ川の北を領有することになった。同時に、どちらかが死んだ時は、死んだ方の領土を生きている方に譲るということにもお互いが同意した。
1016年11月30日、エドマンド2世はオックスフォードあるいはロンドンで亡くなった。エドマンド2世の領土はクヌートに譲られ、クヌートはイングランド王になった。エドマンド2世の死の原因についてははっきりしないが、自然死説が挙げられる一方で、暗殺説の可能性も指摘されている。エドマンドの遺体はサマセットのグラストンベリー修道院に埋葬された。しかし、その場所は現在不明である。修道院解散の間に、記念碑か聖堂地下室の跡が破壊され、遺体の場所もわからないままである。

## 子孫
王妃エディスの間には幼い2人の子供がいた。エドワードとエドマンドで、2人ともクヌート王によってスウェーデンに送られた。殺すためだったが、エドワードはそこからキエフに、それからハンガリーに亡命した。孫でエドワードの娘マーガレットはスコットランド王マルカム3世と結婚、間に生まれた娘マティルダはノルマン朝のイングランド王ヘンリー1世の妃としてモードを産む。モードはフランス王国の貴族アンジュー伯ジョフロワ5世に嫁ぎ、そこに生まれたアンリはプランタジネット朝（アンジュー帝国）の初代国王ヘンリー2世としてイングランド王国で君臨する。

## 戯曲化
『エドマンド剛勇王』という作者不詳の戯曲がある。ウィリアム・シェイクスピアが作者だという説があり、シェイクスピア外典に含まれているが、その説はシェイクスピア研究者には一般的に受け入れられていない。